# Arsenaria
Arsenaria is een geslacht van vlinders van de familie snuitmotten (Pyralidae), uit de onderfamilie Pyralinae.

## Soorten
- A. caidalis (Hampson, 1900)
- A. dattinii Ragonot, 1887
- A. kebilalis (Lucas, 1907)
- A. vesceritalis Chrétien, 1914